# Абсеїтов Зеврі Сердарович
Абсеїтов Зеврі Сердарович (нар. 12 серпня 1975 р.) — кримськотатарський політв’язень. Засуджений російською владою за причетність до діяльності «Хізб ут-Тахрір».

## Життєпис
Народився 12 серпня 1975 р. у смт Гульбахор Ташкентської області. Коли Зеврі було 18 років, його родина повернулася в Крим після депортації. 
Невдовзі Зеврі Абсеїтов був призваний на військову службу. 
Після армії Зеврі Абсеїтов вступив до Сімферопольського медичного університету на стоматологічний факультет. У вільний від навчання час працював на підробітках, допомагаючи літнім батькам. 
Після отримання медичної освіти Зеврі Абсеїтов проживав у Бахчисараї і працював дантистом. 

## Кримінальне переслідування російською окупаційною владою
12 травня 2016 р. під час обшуків у Бахчисараї російські силовики затримали чотирьох кримських татар - Зеврі Абсеїтова, Ремзі Меметова, Рустема Абільтарова і Енвера Мамутова за підозрою у причетності до “Хізб ут-Тахрір”. Зеврі Абсеїтова звинуватили в “участі в діяльності терористичної організації” (ч. 2 ст. 205.5 Кримінального кодексу Російської Федерації) та “підготовці до насильницького захоплення влади організованою групою за попередньою змовою” (ч. 2 ст. 35, ч. 1 ст. 30 та ст. 278 Кримінального кодексу РФ). 
Абсеїтов та інші фігуранти так званої першої Бахчисарайської групи “справи Хізб ут-Тахрір” два роки утримувалися у Сімферопольському СІЗО. У травні 2018 р. усіх чотирьох етапували до СІЗО у Ростові-на-Дону. 
24 грудня 2018 р. Північно-Кавказький окружний військовий суд у Ростові-на-Дону виніс вирок фігурантам першої Бахчисарайської групи “справи Хізб ут-Тахрір”. Зеврі Абсеїтова засудили до 9 років колонії суворого режиму. 
Після подачі апеляції сторони захисту 11 липня 2019 р. Верховний Суд РФ скоротив термін ув’язнення Абсеїтову на три місяці - до 8 років і 9 місяців. 
В ніч з 1 на 2 вересня 2019 р. Зеврі Абсеїтов був етапований до колонії №1 у с. Кочубеївське Ставропольського краю. Одразу після прибуття його помістили на три тижні до штрафного ізолятора як особу, засуджену за “особливо тяжкою статею”. Його адвокат Рустем Камілєв заявив, що перебування Абсеїтова у ШІЗО незаконне, оскільки арештанта можна туди помістити лише у випадку порушень правил Федеральної служби відбуття покарань. 
11 грудня 2019 р. Уповноважений Верховної Ради України з прав людини Людмила Денісова повідомила, що “Зеврі Абсеітова має проблеми з зубами і нирками, а також гіпертонію ІІ ступеня, яка без постійного медичного контролю може спричинити інсульт”. За словами Денісової, медичні працівники колонії не надають належну медичну допомогу Абсеїтову, порушуючи тим самим міжнародні стандарти утримання осіб, позбавлених волі.  

## Родина
Зеврі Абсеїтов одружений (дружина Фатма), має трьох синів (Акім, Іслям і Сердар) і доньку (Сабріє). 